# Jata galaksij
Jata galaksij (ali galaktična jata) je gravitacijsko vezana združba, v kateri je več deset pa do več sto galaksij. Med galaksijami v jati se nahaja jatni plin sestavljen iz plazme, ki seva v rentgenskem delu spektra.
Omembe vredne jate so večinoma v bližnjem Vesolju, kot Jata v Devici, Jata v Peči, Jata v Herkulu in Jata v Berenkinih kodrih. Izjemno velika združba galaksij je Veliki Atraktor, v katerem prevladuje Jata v Kotomeru, in je dovolj masivna, da vpliva na krajevno širjenje Vesolja. Najmasivnejši jati v zgodnjem Vesolju sta SPT-CL J0546-5345 in SPT-CL J2106-5844.
Skupine in jate se lahko naprej združujejo v nadjate.

## Osnovne značilnosti
- Vsebujejo od 50 do 1000 galaksij, vroč plin, ki seva rentgensko svetlobo, in veliko temne snovi.
- Imajo mase od 1014 do 1015 sončevih mas.
- Njihovi premeri so običajno od 2 do 10 megaparsekov.

## Sestava
| ime komponente                | delež mase | opis                                                             |
| ----------------------------- | ---------- | ---------------------------------------------------------------- |
| galaksije                     | 1 %        | V vidni svetlobi so vidne le-te.                                 |
| medgalaktični plin jatna snov | 9 %        | Plazma med galaksijami, ki seva rentgensko svetlobo.             |
| temna snov                    | 90 %       | Najmasivnejša sestavina; zaznavna samo zaradi svoje gravitacije. |